# Tropidorhinella inflata
Tropidorhinella inflata är en insektsart som först beskrevs av Jacobi 1908.  Tropidorhinella inflata ingår i släktet Tropidorhinella och familjen spottstritar. Inga underarter finns listade i Catalogue of Life.